# Dale (hrabstwo Outagamie)
Dale – jednostka osadnicza w Stanach Zjednoczonych, w stanie Wisconsin, w hrabstwie Outagamie.